# Puente del Ayuntamiento
El puente del Ayuntamiento es un puente levadizo ubicado en la ciudad vizcaína de Bilbao (País Vasco, España), que salva la ría de Bilbao uniendo el distrito de Abando, con los terrenos pertenecientes a la extinta anteiglesia de Begoña, actuales distritos 2, 3 y 4 de la villa de Bilbao.

## Historia del puente
A finales de los años 20, la necesidad de unir las nuevas zonas en expansión de la ciudad, imponía la construcción de diversos puentes sobre la ría del Nervión. Uno de ellos fue el Puente de Begoña, actualmente conocido como Puente del Ayuntamiento, que serviría para enlazar el nuevo centro de la ciudad con la casa consistorial y con la carretera que subía al recién anexionado barrio de Begoña.
El tráfico fluvial, fundamental para los trabajos portuarios que en aquel entonces se desarrollaban a esas alturas de la ría, obligaban a que dichos puentes fueran diseñados de tal forma que permitieran el paso de los buques.
La solución que se adoptó fue la de puentes levadizos a la imagen y semajanza de los existentes en la ciudad de Chicago (EE. UU.). Siendo alcalde de la villa Federico Moyúa se encargó al arquitecto municipal Ricardo de Bastida (1879-1953) la solución que encontró al acudir al Congreso Eucarístico de Chicago de 1926 y conocer los puentes móviles, tipo cantilever, de brazos basculantes de esa ciudad. Se eligió el de la Avenida Michigan, obra de los ingenieros Bennett, Pihlfeldt y Young, construido en 1920.
Se encargó de la construcción a los ingenieros Ignacio de Rotaeche y José Ortiz de Artiñano que construyeron dos de estos puentes que todavía están en pie aunque ya no se abren. Uno de ellos es el puente del Ayuntamiento.

## Características y ubicación
Desde principios del siglo XX, se proyectó un puente nuevo entre Sendeja y la calle de la Sierra (hoy Buenos Aires). Aproximadamente frente al costado derecho (según se mira) del Ayuntamiento. Luego, en los años veinte, se discutió hacerlo fijo o móvil, optándose por lo segundo e iniciándose la construcción en 1929. Se inauguró en 1934 y tuvo que ser reconstruido en 1940, después de su destrucción en 1937. Entonces se llamó Puente del General Mola, hasta que, en 1983, se le dio el nombre actual. El proyecto fue del ingeniero Ignacio Rotaeche. En la actualidad, al desaparecer el tráfico fluvial en el tramo, se ha convertido en un puente definitivamente fijo.
El puente levadizo situado a la altura de la casa consistorial bilbaína, la que toma su actual denominación, entre Sendeja y la calle de la Sierra (hoy Buenos Aires). Anteriormente se llamó puente de Begoña por ser el destinado a la comunicación con esa anteiglesia, está situado entre un tramo curvo y otro recto de la ría bilbaína. Las obras se iniciaron en octubre de 1933 y fue construido por las empresas Euskalduna y Babcock & Wilcox. 
Se inauguró el 12 de diciembre de 1934 y fue volado por los republicanos durante el transcurso de la guerra civil española el 17 de junio de 1937. Se reconstruyó y reinauguró en 1941, bajo el nombre de "puente del General Mola" nombre que conservó hasta 1983 en el que se le dio oficialmente la denominación actual.
Tiene una luz de 40,6 m, lo mismo que la anchura de la ría en ese punto, y un gálibo (altura desde el tablero a la lámina de agua) en su centro en marea alta de 7 m. La longitud de su tablero es de 150 m y está en pendiente, la anchura es de 20 m (12 de calzada y dos aceras de 2 metros cada una). En uno de los extremos se alza la caseta de mando y maniobras. Por debajo de él, además de la ría, pasaba el antiguo ferrocarril a Santurce, conocido como Bilbao-Portugalete y Triano (BPT). En 1969 se selló para impedir su apertura.